# Jan Stanisław Kutowski
Jan Stanisław Kutowski (ur. 3 czerwca 1779 w Wętfiu (pow. świecki), zm. 29 grudnia 1848) – polski biskup rzymskokatolicki, biskup pomocniczy chełmiński w latach 1836 - 1848.

## Życiorys
Urodził się w rodzinie Tomasza i Elżbiety  Kutowskich. Jego ojciec był bratem kanonika chełmińskiego Mateusza Kutowskiego. Uczył się w szkole OO. Reformatów w Wejherowie, w gimnazjum akademickim, następnie w chełmińskim seminarium duchownym. 
Wyświęcony na kapłana 19 czerwca 1803. Został kapelanem i sekretarzem bpa Rydzyńskiego, później drugim audytorem Kurii biskupiej. Do Kapituły chełmińskiej wszedł jako kanonik honorowy, instalowany 23 grudnia 1810, od 3 sierpnia 1824 kanonik gremialny. Przebywał jednak w Grabowie pod Lubawą, gdzie był proboszczem od 1813 do 1830. Mianowany radcą konsystorskim zamieszkał w Pelplinie. 
Dnia 22 maja 1836 otrzymał z rąk bpa Anastazego Sedlaga w asystencji dziekana katedralnego Kretka i kanonika Stanisława Dekowskiego sakrę na biskupa Sarepty i biskupa pomocniczego chełmińskiego. Następnego dnia po święceniach po raz pierwszy bierzmował. Umarł 29 grudnia 1848.

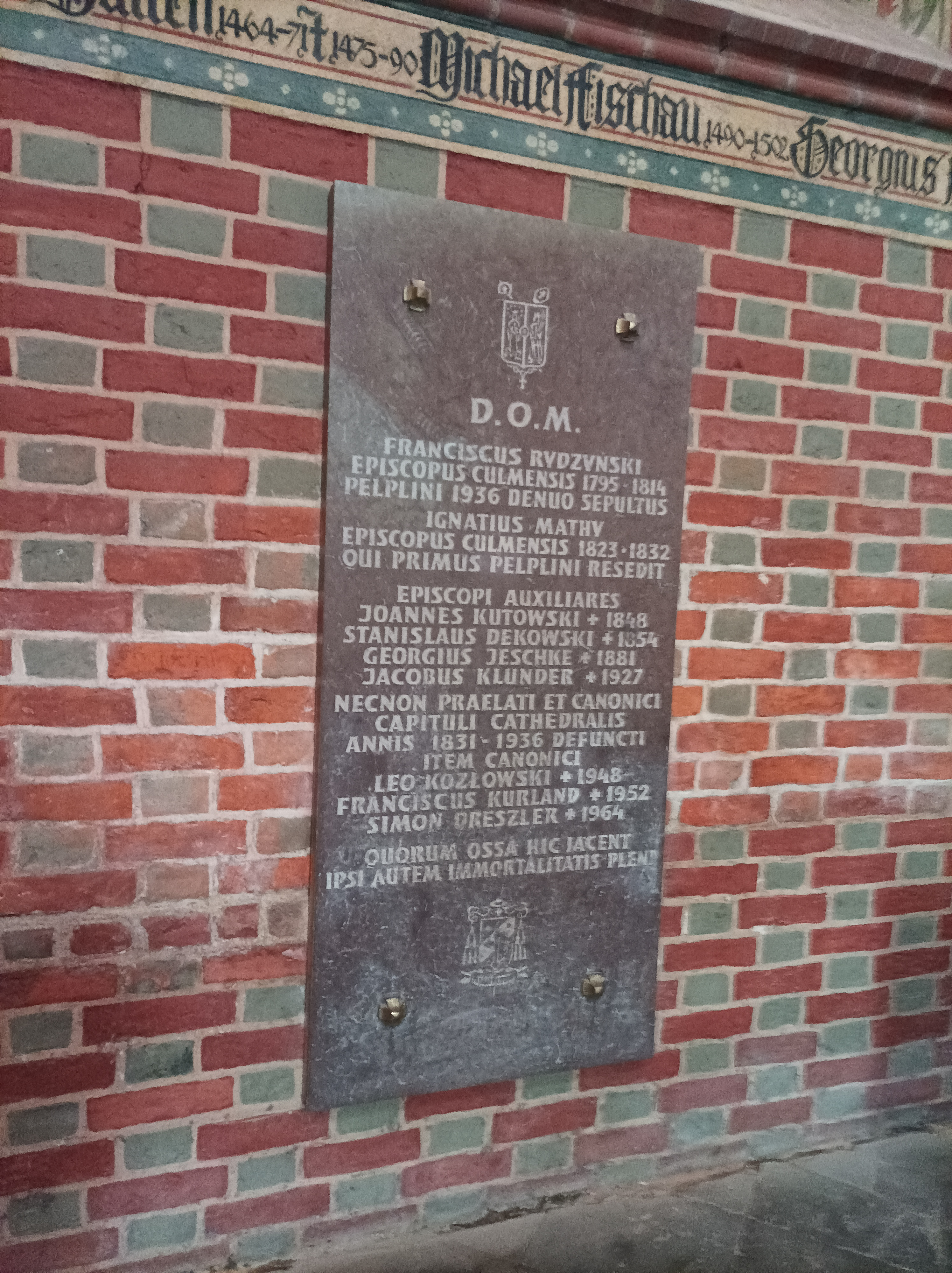
Płyta nagrobna w katedrze pelplińskiej